# Алькеевское сельское поселение
Алькеевское сельское поселение — сельское поселение в Азнакаевском районе Татарстана.
Административный центр — село Алькеево.
В состав поселения входят 2 населённых пункта.

## Административное деление
- с. Алькеево
- с. Кызыл Сукачы